# Journal of Oral Pathology & Medicine
Das Journal of Oral Pathology & Medicine, abgekürzt J. Oral Pathol. Med., ist eine wissenschaftliche Fachzeitschrift, die vom Wiley-Blackwell-Verlag veröffentlicht wird. Die Zeitschrift ist ein offizielles Publikationsorgan der folgenden Gesellschaften:
- International Association of Oral Pathologists
- British Society of Oral Medicine
- British Society of Oral and Maxillofacial Pathology und
- Scandinavian Fellowship of Oral Pathology and Oral Medicine

Die Zeitschrift erscheint mit zehn Ausgaben im Jahr. Es werden Arbeiten veröffentlicht, die sich mit der Pathologie und der medizinischen Versorgung der Mundhöhle beschäftigen.
Der Impact Factor lag im Jahr 2014 bei 1,926. Nach der Statistik des ISI Web of Knowledge wird das Journal mit diesem Impact Factor in der Kategorie Zahnmedizin & Kieferchirurgie an 22. Stelle von 87 Zeitschriften und in der Kategorie Pathologie an 39. Stelle von 75 Zeitschriften geführt.